# Laakdal
Laakdal è un comune belga di 14 998 abitanti nelle Fiandre (Provincia di Anversa).

## Suddivisioni
Il comune è costituito dai seguenti distretti:
- Eindhout
- Vorst
- Varendonk
- Veerle